# ランプバス
ランプバス（Ramp Bus）とは、乗客を乗せて飛行機の搭乗口とターミナルビルを往復する、空港内を走るバスのことである。

## 車体
ランプバスは、大きなスーツケースを持った乗客が多く乗車するのを見越して低い床の車体や、街で走っているバスよりも大型な車体が採用されている。